# Kpelle (peuple)

## Personnalités kpelle
- Moussa Dadis Camara, Chef d'Etat, fut président de la transition, à la mort du président Lansana Conté
- Edouard Kolié, écrivain et poète guinéen
- Jean-Baptiste Kolié, ancien président de la diaspora forestière
- Charles Fassou Sagno, homme politique guinéen
- Daniel Goumou, footballeur guinéen
- Paul Haba, athlète guinéen
- Remy Lamah, homme politique guinéen
- Isabelle Kolkol Loua, cheffe d'entreprise et productrice de cinéma guinéenne
- Joseph Loua, athlète guinéen
- Ilaix Moriba, footballeur guinéen
- Édouard Nyankoye Lamah, homme politique guinéen
- Claude Pivi, militaire guinéen
- Mathias, Florentin et Paul Pogba, fratrie de footballeurs franco-guinéens
- Oprah Winfrey, journaliste américaine, serait d'origine Kpelle

### Discographie
- Guinée. Musique des Kpelle. Chants polyphoniques, trompes et percussions (livret d'accompagnement du CD)